# Forever Young (piosenka Alphaville)
Forever Young – singel zespołu Alphaville z albumu Forever Young, wydany we wrześniu 1984. Później powstały również remiksy tego singla ("Forever Young 2001", "Forever Young Re Release" oraz w wykonaniu amerykańskiego rapera Jay-Z "Young Forever"). Innym znanym coverem utworu jest Forever Young z roku 2005, w wykonaniu australijskiej grupy indierockowej o nazwie Youth Group.

## Lista utworów
7" WEA
1. "Forever Young" — 3:45
2. "Welcome to the Sun" — 3:09

12" maxi
1. "Forever Young (Special Dance Version)" — 6:06
2. "Forever Young" — 3:45
3. "Welcome to the Sun" — 3:09

Utwór "Welcome to the Sun" pojawił się również w kompilacji o nazwie Dreamscapes z 1999 roku.

### Inne wydania
- Alphaville Amiga Compilation, 1988
- Alphaville: The Singles Collection, 1988
- First Harvest 1984–92, 1992

### Pozostałe wydania
- Alphaville: The Singles Collection, 1988 (remiks)
- History, 1993 (cover na żywo)
- Dreamscapes, 1999 (demo, demo remiks, wykonany na żywo i re-nagranie akustyczne)
- Little America, 1999 (wykonany na żywo)
- Stark Naked and Absolutely Live, 2000 (wykonany na żywo)
- Forever Pop, 2001 (remiks)
- "Forever Young 2001"
- "Forever Young The Remix", 2006

## Notowania
| Notowanie (1984–1985)                    | Pozycja |
| ---------------------------------------- | ------- |
| Austrian Singles Chart                   | 17      |
| Dutch Singles Chart                      | 18      |
| French SNEP Singles Chart                | 13      |
| German Singles Chart                     | 4       |
| Norwegian Singles Chart                  | 3       |
| Swedish Singles Chart                    | 1       |
| Swiss Singles Chart                      | 3       |
| U.S. Billboard Hot 100                   | 65      |
| U.S. Billboard Hot Dance Music Club Play | 32      |

### Certyfikaty
| Państwo | Certyfikat | Data | Nakład  |
| ------- | ---------- | ---- | ------- |
| Niemcy  | Złoto      | 1993 | 250 000 |